# Bandol (AOC)
 (septembre 2018).
Si vous disposez d'ouvrages ou d'articles de référence ou si vous connaissez des sites web de qualité traitant du thème abordé ici, merci de compléter l'article en donnant les références utiles à sa vérifiabilité et en les liant à la section « Notes et références ».
Pour la commune, voir Bandol.
Le bandol est un vin français d'appellation d'origine contrôlée du vignoble de Provence qui est produit autour de la ville de Bandol, dans le Var. Souvent considéré comme un des meilleurs vins rouges de Provence, il doit sa réputation à un microclimat très favorable au cépage mourvèdre donnant des vins puissants, charpentés et de très longue garde,. L'appellation bandol produit également une large proportion de vins rosés (64 %) et une faible proportion de vins blancs (à hauteur de 5 %).

## Histoire

### Antiquité
La culture de la vigne sur le territoire de l'appellation bandol semble débuter au VIIe siècle av. notre ère, lorsque les marins grecs fondèrent leurs comptoirs le long de la côte méditerranéenne. Des récipients de type gréco-ligure relatifs à la consommation du vin ont été retrouvés lors de fouilles archéologiques réalisées au Brusc, l'antique port de Tauroeis, sur l'actuelle commune de Six-Fours-les-Plages, dans la baie de Sanary-sur-Mer. Ce comptoir, important pour le commerce du vin, est situé au cœur de l'appellation Bandol.
Au IIIe siècle, Justin, dans son Abrégé des histoires philippiques (Historiarum Philippicarum, Livre XLIII, chap. IV, 1-2), un ouvrage qu'il présente dans sa préface comme un florilège des passages les plus importants et les plus intéressants du volumineux Historiæ phillippicæ et totius mundi origines et terræ situs rédigé par Trogue Pompée à l’époque d’Auguste, explique : « Sous l'influence des Phocéens, les Gaulois adoucirent et quittèrent leur barbarie et apprirent à mener une vie plus douce, à cultiver la terre et à entourer les villes de remparts. Ils s'habituèrent à vivre sous l'empire des lois plutôt que sous celui des armes, à tailler la vigne et à planter l'olivier, et le progrès des hommes et des choses fut si brillant qu'il semblait, non pas que la Grèce eût émigré en Gaule, mais que la Gaule eût passé dans la Grèce ».
Les Romains organisèrent le commerce de l’huile d’olive et du vin, dont les amphores et dolia remontés des fonds marins sont les témoins.

### Moyen Âge
La facilité de transport d’un vin bien équilibré et structuré fit sa renommée. Le port de Bandol n’étant pas assez profond, des tartanes ou felouques étaient utilisées pour transporter les fûts jusqu’aux gros navires mouillés dans la rade.

### Période moderne
Au grand siècle, le vin est bonifié à fond de cale au cours de traversées vers les Îles. Les fûts de chêne sont marqués au feu du « B » de Bandol qui assurait son origine et son authenticité.

### Période contemporaine
L'appellation bandol est reconnue par le décret du 11 novembre 1941. Le cahier des charges est modifié en avril 2025.

## Vignoble

### Présentation

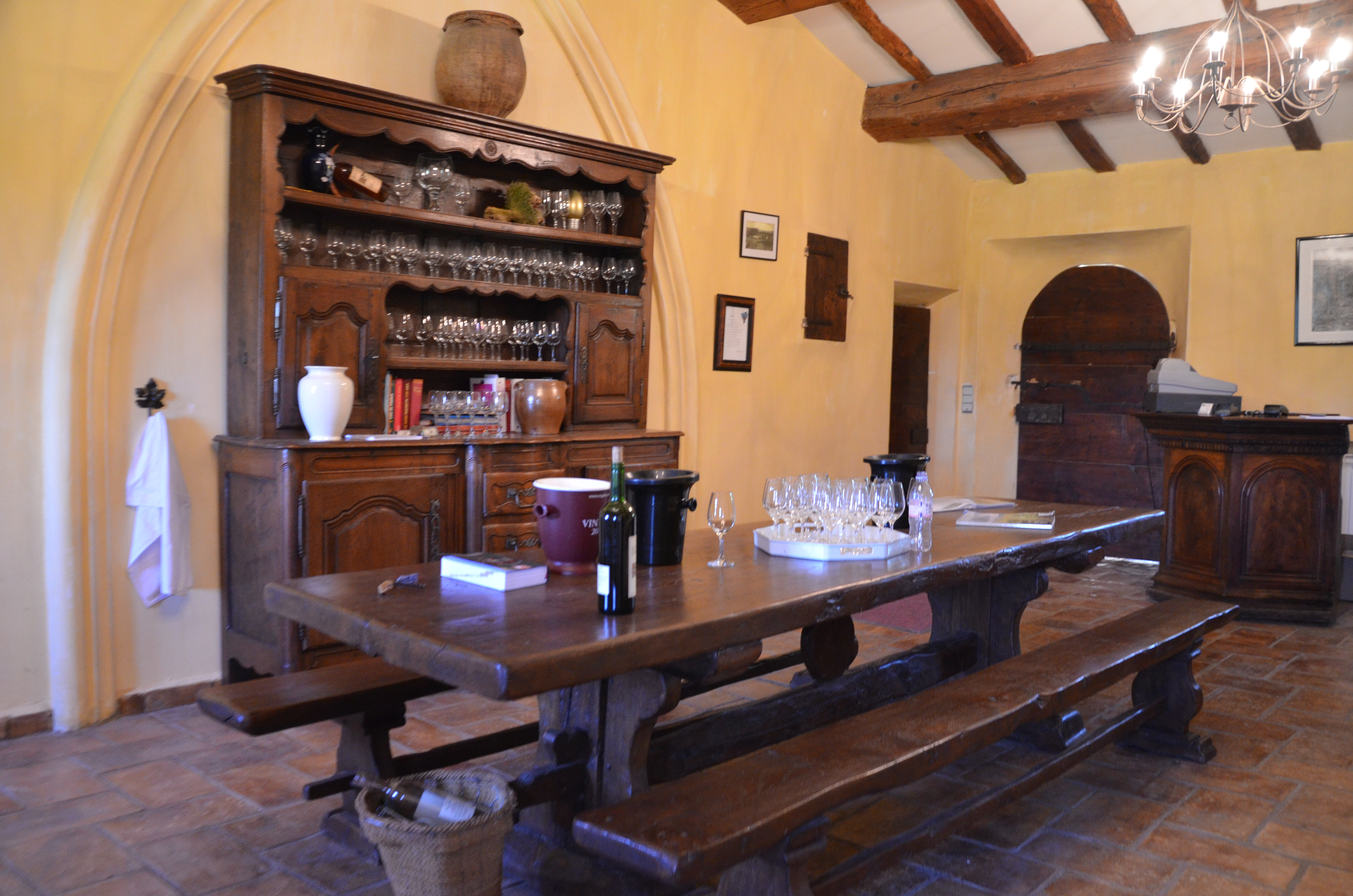
Salle de dégustation à l'œnothèque des vins de Bandol.

Le vignoble s'étend sur huit communes :
- Le Beausset ;
- La Cadière-d'Azur ;
- Le Castellet ;
- Ollioules ;
- Saint-Cyr-sur-Mer qui compte en 2009, 115 coopérateurs et onze domaines viticoles (Château pradeaux, Château d'Azur, Maubernard, La Chrétienne, Cagueloup, Sorin, Pieracci, Frégate, l'Estagnol et Pey Neuf) ;
- Sainte-Anne-d'Évenos ;
- Sanary-sur-Mer ;
- Bandol, autrefois petit port marchand de la commune de La Cadière et qui a donné son nom à l'appellation.

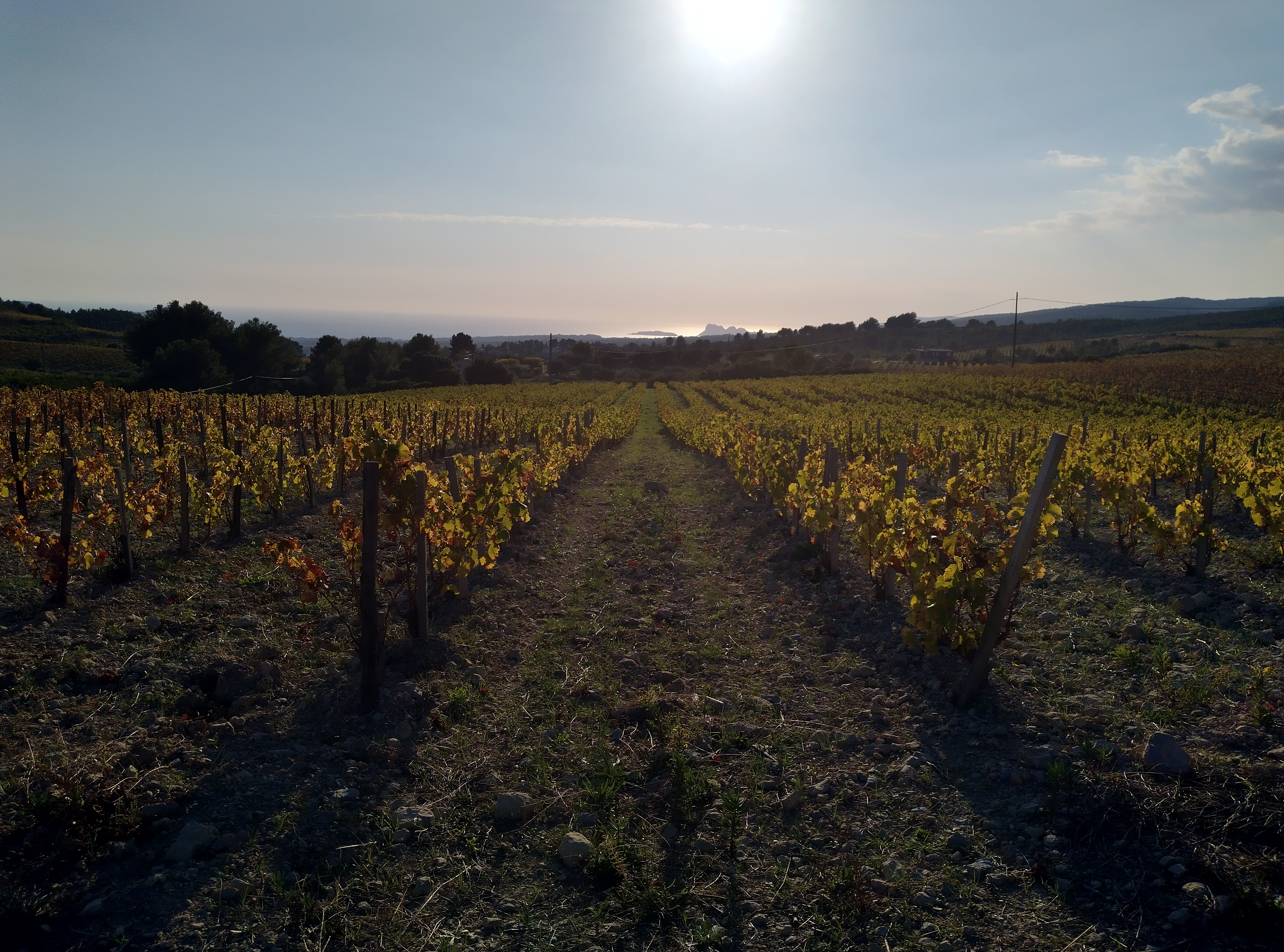
Vignoble de Bandol à La Cadière d'Azur

### Encépagement
Pour les vins rouges et rosés, le cépage roi est le mourvèdre. Sont également présents, le grenache, le cinsault, la syrah et le carignan.
Les vins blancs assemblent trois cépages principaux : La clairette, l'ugni blanc, le bourboulenc, et quatre cépages secondaires : le sauvignon, la marsanne, le rolle et le sémillon.

### Méthodes culturales
Avec une densité de 5 000 pieds/ha, les vignes doivent être taillées court à deux bourres et bourrillon. De plus une nouvelle plantation n'entre en production qu'à la 8e feuille pour les vins rouges. Le rendement de base est de 40 hl/ha, et constitue le rendement butoir. L'élevage de 18 mois minimum en fûts pour les vins rouges est nécessaire.

### Terroir et vins
Le terroir des vins de Bandol s'étend en amphithéâtre du massif de la Sainte-Baume, jusqu'à la Méditerranée. Le vignoble, qui couvre environ 1 500 hectares, est planté sur des restanques (terrasses) et orienté plein sud face à la mer. Il bénéficie d'un ensoleillement de près de 3 000 heures par an.
Les sols caillouteux, en majorité calcaires, se mêlent à des marnes sablonneuses et des grès enrichis d’éléments silico-calcaires. Ce sont des sols peu fertiles mais bien drainés. Cette aridité est équilibrée par l'humidité de l'air marin et par une faible pluviométrie (600 mm/an en moyenne), suffisante pour compenser le déficit hydrique estival. Les restanques permettent de plus une régulation naturelle des ressources hydriques.

### Structure des exploitations
Le nombre total de déclarants de récolte s'élève à 268. Une partie est regroupée dans 4 coopératives. Elles assurent 40 % de la production. Les caves indépendantes, au nombre de 59, représentent 60 % des vins produit dans la zone d'appellation qui s'étend sur 1 500 ha.

### Type de vins et gastronomie
Les rouges sont les champions des bandol. Vêtus de pourpre dans leur jeunesse, ils se parent de rubis et de grenats dans leur maturité. Le nez et la bouche s'accordent parfaitement. D'abord portés sur les fleurs (héliotropes et pivoines) et les fruits rouges (cassis, mûres et framboises), ces vins absolument virils aux tannins vigoureux acquièrent une force ronde et veloutée avec l'âge, prenant des notes de musc, cannelle, sous-bois, réglisse et cette truffe faisant leur spécificité. Le mourvèdre, associé au grenache, donne des vins puissants, charpentés, tanniques et de longue conservation. Ils se marient à merveille à la gastronomie provençale des viandes, notamment au gibier, ainsi qu'aux fromages de chèvre. Ils accompagnent également très bien le chocolat noir, les légumes du marché et, bien entendu, les olives.
Les rosés portent une robe diaphane de rosier des chiens. Provenant de plus en plus de la saignée du mourvèdre, cela leur procure une meilleure conservation. Au nez, on retrouve les fruits rouges des jeunes bandol rouges, la pêche de vigne, l'abricot et, suivant le terroir, le fenouil sauvage ou la marjolaine. Légers et frais dans leur jeunesse, l'appellation bandol possède parmi les rares rosés de garde. Les rosés ainsi conservés en cave prennent des notes plus soutenues de fruits exotiques, tel l'ananas, et accompagnent fort bien les produits de la mer aux goûts prononcés typiques de la gastronomie régionale, tels l'oursin, l'ortie de mer, la datte de mer, la sardine, l'anchois ou encore le violet.
Les vins blancs se présentent dans une robe jaune paille clair avec des arômes de fruits secs, de pamplemousse, de tilleul ou de genêt. Ils accompagnent à merveille les poissons blancs locaux, tels que raie, rascasse, rouget, vive, etc., les calmars, seiches et poulpes, ainsi que tous les fruits de mer, notamment les arapèdes, les huîtres, les moules et les clovisses.

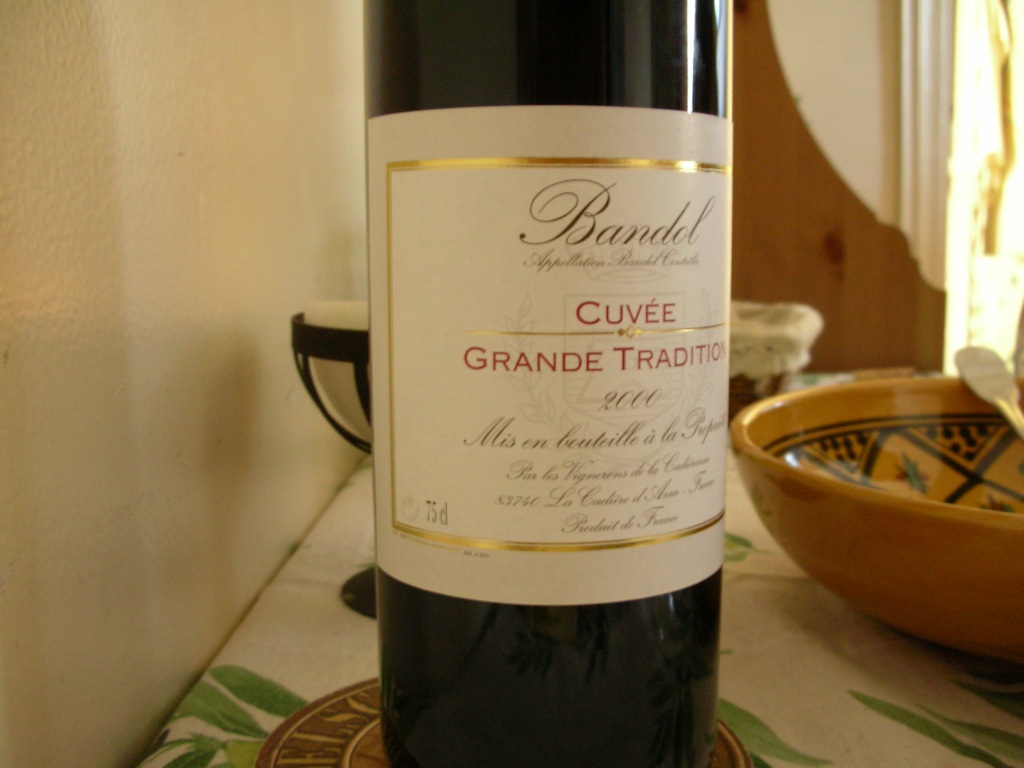
AOC Bandol, Les vignerons de la Cadière-d'Azur, Cuvée grande tradition, 2000.
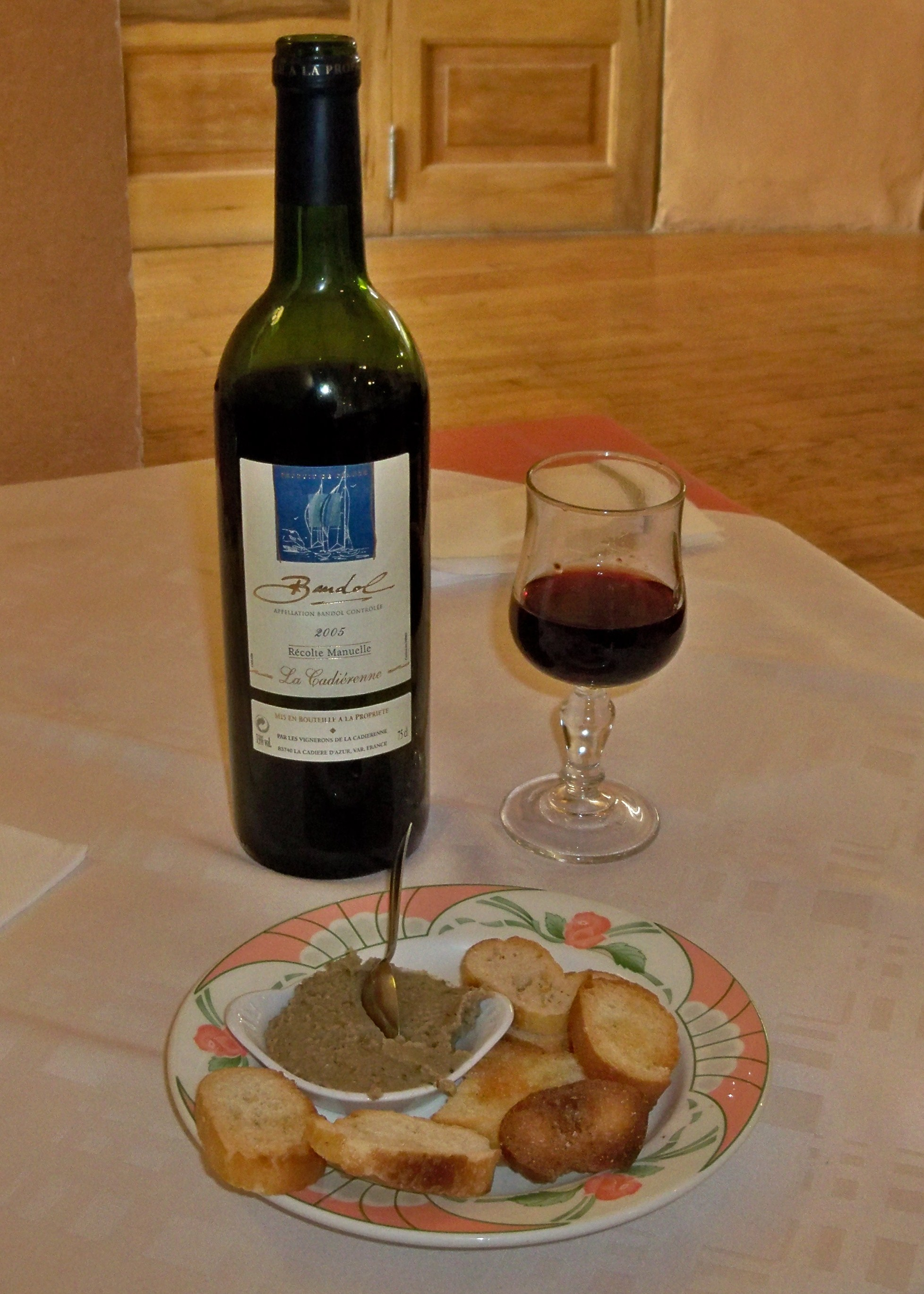
AOC bandol et caviar d'aubergine.
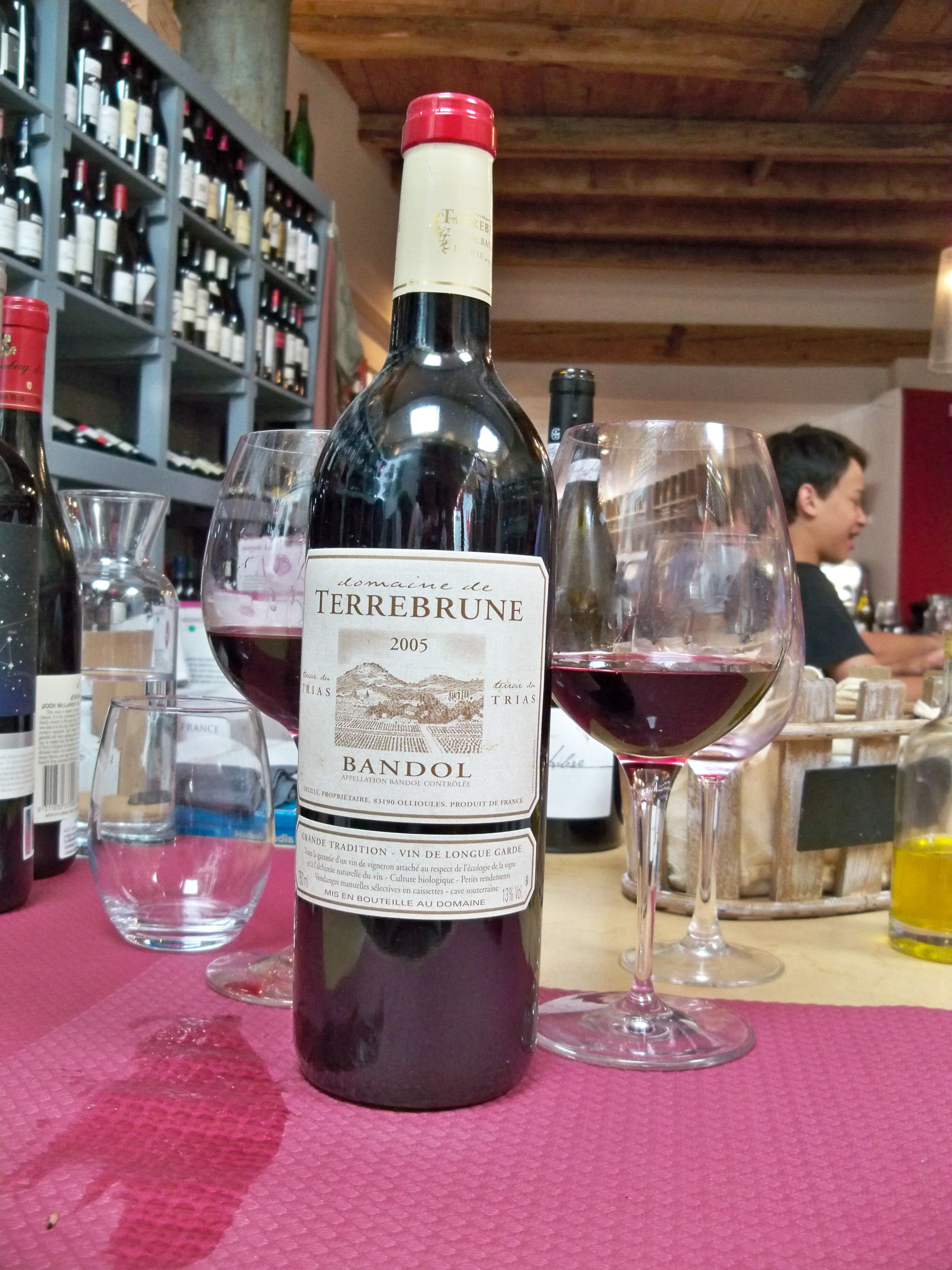
AOC bandol, Domaine de Terrebrune, 2005.

Ces vins qui possèdent une grande aptitude au vieillissement - dix ans et plus - sont traditionnellement conseillés sur du gibier et de la venaison et il s'accorde parfaitement avec les daubes provençales, le civet de cerf ainsi que les civets de lièvre ou de sanglier.
Les rouges de Bandol accompagnent aussi la brouillade aux truffes. Les blancs se marient avec un loup grillé de la Méditerranée. Les rosés relèvent la saveur des aubergines à la parmesane.

### Commercialisation
Le volume déclaré est de 55 000 hl dont 31 % de vins rouges, 64 % de vins rosés et 5 % de vins blancs.

## Étymologie
Les premières attestations écrites citent Bendoroi, vers 1200, et Bendor, en 1259. Les toponymistes proposent une racine pré-indo-européenne *ben-d signifiant rocher.

## Situation géographique

### Orographie
La zone naturelle du bassin du Beausset est formé d'un synclinal largement ouvert à l’ouest vers la mer. Le vignoble est ainsi enserrée dans un vaste amphithéâtre de montagne (Sainte-Baume, mont Caume).

### Géologie
L’aire de production est située principalement sur des terrains du crétacé. Le sol type du terroir de Bandol est le sol squelettique, qui repose essentiellement sur les éléments de dégradation des grès calcarifères et marnes sableuses, et éventuellement sur éboulis ou colluvionnement avec un caractère rendziniforme.

### Climatologie
Le climat de ce terroir viticole est de type méditerranéen, caractérisé par un très fort ensoleillement, une saison sèche nettement marquée en été, des précipitations rares mais parfois violentes, des températures chaudes en été et douces en hiver. De par sa proximité avec la mer, les températures restent relativement clémentes en toutes saisons. La température moyenne annuelle est de 15,9 °C.
Ainsi la température moyenne de janvier (mois le plus froid) est 9,3 °C (la plus chaude de France métropolitaine) avec des températures maximales moyennes de 12,7 °C et des températures minimales moyennes de 5,8 °C. La température moyenne de juillet (mois le plus chaud) est de 23,9 °C avec des températures maximales moyennes de 29,1 °C et des températures minimales moyennes de 18,8 °C.
La moyenne pluviométrique annuelle est de 650 à 665 mm avec un fort ensoleillement. L’influence de la mer se fait sentir, elle tempère l’ardeur solaire en été tout en assurant une certaine humidité nocturne. Le mois le plus sec est juillet avec 6,6 mm, le plus pluvieux est octobre avec 93,9 mm. Il pleut moins de 60 jours par an (59,7 en moyenne) et les répartitions des précipitations sont très inégales. Ainsi février est le mois où il pleut le plus souvent avec 7,1 jours de précipitations mais pour seulement 88,3 mm alors qu'octobre n'a que 5,9 jours de pluie. Le mois où il pleut le moins souvent est juillet avec 1,3 jour. Les mois les plus secs et où il pleut le moins souvent vont de mai à septembre. L'automne est caractérisé par des pluies violentes mais brèves, l'hiver par des précipitations importantes mais plus réparties.
| Mois                              | jan. | fév. | mars | avril | mai  | juin | jui. | août | sep. | oct. | nov. | déc. | année |
| --------------------------------- | ---- | ---- | ---- | ----- | ---- | ---- | ---- | ---- | ---- | ---- | ---- | ---- | ----- |
| Température minimale moyenne (°C) | 5,8  | 6,2  | 7,5  | 9,6   | 12,7 | 16,1 | 18,8 | 18,7 | 16,6 | 13,3 | 9,2  | 6,7  | 11,7  |
| Température moyenne (°C)          | 9,3  | 9,8  | 11,4 | 13,7  | 17,1 | 20,8 | 23,9 | 23,8 | 21,2 | 17,3 | 12,8 | 10,2 | 15,9  |
| Température maximale moyenne (°C) | 12,7 | 13,3 | 15,3 | 17,8  | 21,6 | 25,6 | 29,1 | 28,9 | 25,7 | 21,4 | 16,3 | 13,6 | 20,1  |
| Précipitations (mm)               | 76,3 | 88,3 | 56,4 | 55,7  | 45   | 22,3 | 6,6  | 28,5 | 49,1 | 93,9 | 69,4 | 73,5 | 665   |

De par sa proximité avec la mer, le gel est rare (2,9 jours par an en moyenne) et le gel permanent (c'est-à-dire où la température maximale reste inférieure ou égale à zéro) totalement inexistant. La neige est rare également (à peine 1,5 jour par an en moyenne) et il est exceptionnel qu'elle tienne au sol (0,3 jour par an en moyenne).
Cependant, la douceur du climat ne doit pas faire oublier[style à revoir] une caractéristique désagréable du climat : le vent. Il y a plus de 115 jours de vent fort (mistral, très sec; très violent; vent d'est, en général accompagné de précipitations ou de temps nuageux). Le mois le plus venteux est janvier avec en moyenne 12,5 jours de vent fort. Le moins venteux est septembre avec 7 jours de vent fort. En hiver, le mistral peut considérablement accentuer la sensation de froid même lorsque les températures restent clémentes. L'atmosphère est souvent sèche. Ainsi l'humidité relative y est en moyenne de 56 % avec peu de variations saisonnières : Les mois les plus secs sont juillet et août avec 50 %, les moins secs sont novembre et décembre avec 60 %.

## Producteurs
- Domaine Antiane
- Caves d'Azur
- Château d'Azur[15]
- Domaine des Baguiers
- Domaine Baravéou
- Château Barthès
- Domaine de La Bégude
- La Bastide Blanche
- Château des Baumelles
- Château de Castillon
- Domaines Bunan[16]
- Domaine Cabaudran
- Vignerons de la Cadièrenne
- Domaine du Cagueloup
- Château Canadel[17]
- Domaine Lou Capelan[18]
- Clos du Cas[19]
- Domaine Castell Reynoard
- Domaine de La Chrétienne
- Bastide de la Ciselette
- Moulin des Costes[16]
- Domaine Costes Gallines
- Domaine Dupuy de Lôme
- Domaine de l'Estagnol
- Château de Font Vive
- La Font des Pères
- Domaine de Frégate
- Domaine du Galantin
- Domaine de la Garenne[20]
- Château Jean Pierre Gaussen
- Domaine du Gros'Noré
- Les Vignobles Gueissard
- Domaine Imbert Olivier
- Domaine Lafran-Veyrolles
- Domaine de La Laidière
- Domaine des Luquettes
- Domaine Marie-Bérénice
- Domaine Maubernard
- Domaine du Moutin
- Château de la Noblesse
- Domaine de l'Olivette
- Domaine du Paternel
- Château Pey-Neuf
- Château de Pibarnon
- Domaine Pieracci
- Château Pradeaux[21]
- Domaine Ray-Jane
- Domaine de la Ribotte[22]
- Château La Rouvière[16]
- Domaine de la Roche Redonne
- Domaine de Rochebelle
- Château Romassan - Domaines Ott
- Moulin de la Roque
- Château Sainte Anne
- Château Salettes
- Domaine de Souviou
- Domaine La Suffrene
- Domaine Tempier
- Domaine de Terrebrune[23]
- Mas Thérèse - Famille Gantelme
- Domaine de La Tour du Bon
- Château Guilhem Tournier
- Domaine des Trois Filles
- Domaine de Val d'Arenc
- Château Vannières[24]
- Domaine Vigneret
- Château la Vivonne[25]